# Pierre-Antoine Taché
Pierre-Antoine Taché est un homme politique français né le 17 janvier 1766 à Romagnat (Puy-de-Dôme) et décédé le 10 décembre 1829 à Clermont-Ferrand (Puy-de-Dôme).
Notaire à Clermont-Ferrand, conseiller municipal et conseiller général, il est député du Puy-de-Dôme en 1815, lors des Cent-Jours.

## Biographie
Fils de Pierre Taché, notaire royal et procureur d'office de la justice de Romagnat, et de Jeanne Cusson, Pierre Antoine Taché nait le 17 janvier 1766 à Romagnat.
Il épouse, le 19 août 1788 en l'église Notre-Dame-du-Port de Clermont-Ferrand, Marie Golfier, fille de Jean Golfier, marchand, et de défunte Benoîte Presle. De ce mariage, nait notamment Catherine Agathe (1801-1874) qui épousera, le 10 avril 1820 à Clermont-Ferrand, Pierre Amable Astaix (1790-1852), notaire, avec lequel elle aura deux enfants :
- Alexandre Victor Astaix, avocat, magistrat et homme politique français,
- Antoinette Lucy Astaix (1824-1879[7]) qui épousera, en 1842, Annet Arthur Lecoq. De ce dernier mariage, naitront, Charles Lucien Lecoq, avocat, et Marie Antoinette qui épousera Félix Chaudessolle, avocat.

## Sources
- « Pierre-Antoine Taché », dans Adolphe Robert et Gaston Cougny, Dictionnaire des parlementaires français, Edgar Bourloton, 1889-1891 [détail de l’édition]